# 兴原乡
兴原乡，是中华人民共和国吉林省松原市宁江区下辖的一个乡镇级行政单位。

## 行政区划
兴原乡下辖以下地区：
前瓦房村、后瓦房村、西郊村、倪家村、于家村、孙喜村、革新村、贺什勒村、单家村、卡伦村、后屯村、二莫村、牛份格村和松原经济技术开发区。